# A Single Man
A Single Man är ett musikalbum av Elton John som utgavs den 16 oktober 1978 på hans eget skivbolag Rocket Records. Detta var det första album Elton John gjorde med en ny låtskrivare, Gary Osbourne efter att han avbrutit samarbetet med Bernie Taupin 1976. Den mest kända låten på skivan är "Part Time-Love" som släpptes som singel. Det instrumentala spåret "Song for Guy" blev också en stor hit. Låten var tillägnat en medarbetare på Rocket Records som dog i en motorcykelkrasch. Albumet släpptes ursprungligen med ett utvikskonvolut. 1998 utgavs skivan på nytt med fem bonusspår.

## Låtlista
1. "Shine on Through" - 3:45
2. "Return to Paradise" - 4:15
3. "I Don't Care" - 4:23
4. "Big Dipper" - 4:04
5. "It Ain't Gonna Be Easy" - 8:27
6. "Part-Time Love" - 3:16
7. "Georgia" - 4:50
8. "Shooting Star" - 2:44
9. "Madness" - 5:53
10. "Reverie" - 0:53
11. "Song for Guy" - 6:35

## Listplaceringar
- Billboard 200, USA: #15[1]
- UK Albums Chart, Storbritannien: #8[2]
- VG-lista, Norge: #4[3]
- Topplistan, Sverige: #26[4]